# Шквал (авиационный прицельный комплекс)
И-251 «Шквал»  — авиационный оптико-телевизионный прицельный комплекс (ОТПК) разработки и производства Красногорского завода им. С. А. Зверева. Используется для обнаружения и распознавания целей в дневных и ночных условиях, автоматического сопровождения подвижных и неподвижных целей, автоматического наведения противотанковых управляемых ракет (ПТУР), подсвета ракетам с лазерными головками самонаведения (ГСН), целеуказания ракетам с телевизионными ГСН, применения неуправляемого оружия с самолётов Су-25Т, Су-25ТМ, Су-25ТК, Су-39, вертолётов Ка-50, Ка-52, а также катеров и малых патрульных кораблей.

## Состав
В состав комплекса входят:
- дневная оптико-телевизионная система
- система стабилизации и наведения линии визирования
- телевизионная автоматическая система сопровождения целей
- лазерная станция дальнометрирования и подсвета
- лазерно-лучевой канал управления ПТУР
- бортовая вычислительная машина
- ночная оптикотелевизионная система в подвесном контейнере («Меркурий»)

## Технические характеристики
- Угол поля зрения телевизионной системы, град.:

широкое 2,7х3,6
узкое 0,7х0,9
- Диапазон углов наведения линии визирования, град.:

по вертикали от +15 до -80
по горизонтали  ±35
- Максимальная скорость наведения линии визирования, град./с : 10
- Масса, кг : 350